# Championnats du monde de boxe amateur 2019
Navigation
Édition précédente Édition suivante
Les 20e championnats du monde de boxe amateur masculins se déroulent du 9 au 21 septembre 2019 à Iekaterinbourg, en Russie, sous l'égide de l'AIBA (Association internationale de boxe amateur).

## Résultats

### Podiums
| Catégories                  | Or                            | Argent                            | Bronze                        |
| Poids mouches (-52 kg)      | Shakhobidin Zoirov (UZB)      | Amit Panghal (IND)                | Billal Bennama (FRA)          |
| Poids mouches (-52 kg)      | Shakhobidin Zoirov (UZB)      | Amit Panghal (IND)                | Saken Bibossinov (KAZ)        |
| Poids coqs (-57 kg)         | Mirazizbek Mirzahalilov (UZB) | Lázaro Álvarez Estrada (CUB)      | Peter McGrail (ENG)           |
| Poids coqs (-57 kg)         | Mirazizbek Mirzahalilov (UZB) | Lázaro Álvarez Estrada (CUB)      | Erdenebatyn Tsendbaatar (MGL) |
| Poids légers (-63 kg)       | Andy Cruz Gómez (CUB)         | Keyshawn Davis (USA)              | Manish Kaushik (IND)          |
| Poids légers (-63 kg)       | Andy Cruz Gómez (CUB)         | Keyshawn Davis (USA)              | Hovhannes Bachkov (ARM)       |
| Poids welters (-69 kg)      | Andrey Zamkovoy (RUS)         | Pat McCormack (ENG)               | Ablaikhan Zhussupov (KAZ)     |
| Poids welters (-69 kg)      | Andrey Zamkovoy (RUS)         | Pat McCormack (ENG)               | Bobo-Usmon Baturov (UZB)      |
| Poids moyens (-75 kg)       | Gleb Bakshi (RUS)             | Eumir Marcial (PHI)               | Hebert Conceição (BRA)        |
| Poids moyens (-75 kg)       | Gleb Bakshi (RUS)             | Eumir Marcial (PHI)               | Tursynbay Kulakhmet (KAZ)     |
| Poids mi-lourds (-81 kg)    | Bekzad Nurdauletov (KAZ)      | Dilshodbek Ruzmetov (UZB)         | Julio César La Cruz (CUB)     |
| Poids mi-lourds (-81 kg)    | Bekzad Nurdauletov (KAZ)      | Dilshodbek Ruzmetov (UZB)         | Benjamin Whittaker (ENG)      |
| Poids lourds (-91 kg)       | Muslim Gadzhimagomedov (RUS)  | Julio Cesar Castillo Torres (ECU) | Radoslav Pantaleev (BUL)      |
| Poids lourds (-91 kg)       | Muslim Gadzhimagomedov (RUS)  | Julio Cesar Castillo Torres (ECU) | Vassiliy Levit (KAZ)          |
| Poids super-lourds (+91 kg) | Bakhodir Jalolov (UZB)        | Kamshybek Kunkabayev (KAZ)        | Justis Huni (AUS)             |
| Poids super-lourds (+91 kg) | Bakhodir Jalolov (UZB)        | Kamshybek Kunkabayev (KAZ)        | Maxim Babanin (RUS)           |

### Tableau des médailles
| Place | Pays              | Médaille d'or, monde | Médaille d'argent, monde | Médaille de bronze, monde | Total |
| ----- | ----------------- | -------------------- | ------------------------ | ------------------------- | ----- |
| 1     | Ouzbékistan       | 3                    | 1                        | 1                         | 5     |
| 2     | Russie            | 3                    | 0                        | 1                         | 4     |
| 3     | Kazakhstan        | 1                    | 1                        | 4                         | 6     |
| 4     | Cuba              | 1                    | 1                        | 1                         | 3     |
| 5     | Angleterre        | 0                    | 1                        | 2                         | 3     |
| 6     | Inde              | 0                    | 1                        | 1                         | 2     |
| 7     | Équateur          | 0                    | 1                        | 0                         | 1     |
| 7     | États-Unis        | 0                    | 1                        | 0                         | 1     |
| 7     | Philippines       | 0                    | 1                        | 0                         | 1     |
| 10    | Arménie           | 0                    | 0                        | 1                         | 1     |
| 10    | Australie         | 0                    | 0                        | 1                         | 1     |
| 10    | Brésil            | 0                    | 0                        | 1                         | 1     |
| 10    | Bulgarie          | 0                    | 0                        | 1                         | 1     |
| 10    | France            | 0                    | 0                        | 1                         | 1     |
| 10    | Mongolie          | 0                    | 0                        | 1                         | 1     |
| Total | 15 pays médaillés | 8                    | 8                        | 16                        | 32    |